# Berkum (buurt)
Berkum (Nedersaksisch: Bärkum of Berkum) is een buurt in de Overijsselse plaats Zwolle. De buurt ligt in de gelijknamige wijk Berkum.

## Geschiedenis
Na de Tweede Wereldoorlog verrees nieuwbouw aan weerszijden van de Boerendanserdijk tussen het huidige Rechterland en de Campherbeeklaan. De geïsoleerde ligging heeft een onmiskenbare invloed gehad op de bevolkingssamenstelling van de wijk. Mede omdat Berkum vrijwel geen studenten kent zijn de bewoners gemiddeld ouder dan in andere Zwolse wijken.
Bij de incorporatie van Zwollerkerspel in 1967 werd onder andere Berkum een onderdeel van Zwolle. Ontegenzeggelijk heeft de opheffing van Zwollerkerspel de ontwikkelingen in Berkum in een stroomversnelling gebracht.

## Geografische ligging
Berkum is een buitenbuurt van Zwolle, ligt noordoostelijk ten opzichte van het stadscentrum tussen de A28, de Overijsselse Vecht en de Nieuwe Vecht. De buurt Berkum vormt, samen met de buurten Brinkhoek, Veldhoek, bedrijventerrein de Vrolijkheid en kantorenterrein Oosterenk, de gelijknamige wijk Berkum.
Wijken: Aa-landen · Assendorp · Berkum · Binnenstad · Diezerpoort · Hanzeland · Holtenbroek · Ittersum · Kamperpoort-Veerallee · Marsweteringlanden · Poort van Zwolle · Schelle · Soestweteringlanden · Stadshagen · Vechtlanden · Westenholte · Wipstrik

Buurten: Aalanden-Midden · -Noord · -Oost · -Zuid · Bagijneweide · Berkum · Binnenstad-Noord · -Zuid · Bollebieste · Breecamp · Breezicht · Brinkhoek · De Tippe · Dieze-Centrum · Frankhuis · Gerenbroek · Gerenlanden · Geren · Haerst · Hanzeland · Harculo en Hoog-Zuthem · Herfte · Het Noorden · Hogenkamp · Holtenbroek I · II · III · IV · Indische Buurt · Ittersumerbroek · Ittersumerlanden · Kamperpoort  · Katerveer-Engelse Werk · Langenholte · Mastenbroek · Meppelerstraatweg-Zuid · Milligen · Nieuw-Assendorp · Noordereiland · Oldenelerbroek · Oldenelerlanden-Oost · -West · Oud-Assendorp · Oud-Westenholte · Oud Ittersum · Oud Schelle · Pierik · Schelle-Zuid en Oldeneel · Schellerbroek · Schellerhoek · Schellerlanden · Schildersbuurt · Schoonhorst · Spoolde · Stadsbroek · Stationsbuurt · Tolhuislanden · Veerallee · Veldhoek · Vreugderijk · Werkeren · Westenholte-Stins · Wezenlanden · Wijthmen · Windesheim · Wipstrik-Noord · -Zuid · Zwolle-Zuid

Bedrijventerreinen: Floresstraat · Hanzeland · Hessenpoort · Marslanden (-Noord · -Zuid) · Oosterenk · Voorst (Voorst-A · Voorst-B · Voorst-C) · Voorsterpoort · De Vrolijkheid
Stad: Zwolle  
Dorp: Windesheim

Buurtschappen: Berkum · Brinkhoek · Bruggenhoek · Frankhuis · Haerst · Harculo · Herfte · Hoog Zuthem · Katerveer · Langenholte · De Lichtmis (deels) · Oldeneel · Schelle · Spoolde · Veldhoek · Westenholte · Wijthmen · Zalné

Voormalige gemeenten: Zwollerkerspel · Nieuwleusen (deels)

Overijssel · Steden en dorpen in Overijssel      Nederland · Provincies · Gemeenten